# Chris Hamilton
Pour les articles homonymes, voir Hamilton.
Chris Hamilton, né le 18 mai 1995 à Bendigo, est un coureur cycliste australien, membre de l'équipe DSM.

## Biographie
Au mois d'août 2016, il signe un contrat de trois ans avec la formation Sunweb.
En 2019, il termine sixième et meilleur jeune du Tour Down Under. Il se classe également huitième du Tour de Pologne. Il s'agit de ses premiers tops 10 sur des courses du World Tour.
Son début de saison 2020 est perturbé par une déchirure d'un testicule lors d'une sortie en VTT.

## Palmarès sur route

### Par année
- 2014
  - 3e étape du Tour de Toowoomba (contre-la-montre par équipes)
  - 3e étape du Tour de Bright
- 2015
  -  Champion d'Australie du critérium espoirs
- 2016
  -  Champion d'Australie sur route espoirs
  - 2e étape du Tour de Tasmanie
  - 2e du Tour de Tasmanie
- 2019
  - 6e du Tour Down Under
  - 8e du Tour de Pologne
- 2023
  - 1re étape du Tour d'Espagne (contre-la-montre par équipes)
- 2024
  - 7e de la Cadel Evans Great Ocean Road Race

### Résultats sur les grands tours

#### Tour de France
2 participations
- 2022 : 38e
- 2023 : 46e

#### Tour d'Italie
7 participations
- 2018 : 103e
- 2019 : 34e
- 2020 : 29e
- 2021 : 45e
- 2022 : 39e
- 2024 : 36e
- 2025 : 47e

#### Tour d'Espagne
4 participations
- 2017 : 121e
- 2021 : 64e
- 2023 : 63e, vainqueur de la 1re étape (contre-la-montre par équipes)
- 2024 : 68e

### Classements mondiaux
| Année                                 | 2016 | 2017  | 2018 | 2019 | 2020 | 2021 | 2022 | 2023 | 2024 |
| ------------------------------------- | ---- | ----- | ---- | ---- | ---- | ---- | ---- | ---- | ---- |
| UCI World Tour                        | nc   | 350e  | 273e |      |      |      |      |      |      |
| Classement mondial                    | 628e | 1608e | 645e | 225e | 508e | 476e | 599e | 353e | 437e |
| UCI Europe Tour                       | nc   | 1565e | 721e |      |      |      |      |      |      |
| UCI Asia Tour                         | 188e | nc    | nc   |      |      |      |      |      |      |
| UCI Oceania Tour                      | 44e  | nc    | 42e  | 13e  | 33e  | 26e  | 36e  | 25e  | nc   |
|                                       |      |       |      |      |      |      |      |      |      |
| Légende : nc = non classéSource : UCI |      |       |      |      |      |      |      |      |      |

## Palmarès en VTT

### Championnats d'Océanie
- Toowoomba 2015
  -  Médaillé de bronze du cross-country espoirs

## Palmarès en cyclo-cross
- 2013-2014
  -  Champion d'Australie de cyclo-cross juniors